# Segundo Villadóniga
Segundo Villadóniga, auch als Segundo Villadónica geführt, (* 6. November 1915 in Montevideo; † 26. Oktober 2006) war ein uruguayischer Fußballspieler.

## Karriere

### Verein
Offensivakteur Villadóniga, der auf der Position des linken Halbstürmers zum Einsatz kam, schloss sich 1935 dem Club Atlético Peñarol an. Dort gehörte er zunächst bis 1938 dem Kader in der Primera División an. In den Jahren 1935, 1936, 1937 und 1938 gewann sein Verein die Uruguayische Meisterschaft. 1936 war er hinter Severino Varela (13 Tore) und gleichauf mit Adelaido Camaití mit zwölf erzielten Treffern zweiterfolgreichster Torschütze des Klubs. In jenem Jahr und im Folgejahr gehörte er dem Kern der Stammmannschaft an, musste sich allerdings 1937 Einsatzzeiten mit Luis Matta teilen. Luciano Álvarez berichtet, dass Villadóniga zu den zu dieser Zeit durchaus häufiger anzutreffenden Spielern gehörte, die auf dem Feld keine Fußballschuhe trugen. Stattdessen griff er auf höhere Spitzschuhe (zapatillas de capellada alta) zurück, die denen für den Basketballsport ähnelten. Diese waren mit Stöpseln/Korken (tapones) oder Keilkissen/Querbalken (travesaños) aus Leder besohlt. Später war er für Vasco da Gama aktiv. Von dort wechselte er 1942 zu Palmeiras São Paulo. Bei dem Verein aus São Paulo verblieb er bis 1946 und erzielte in dieser Zeit 50 Tore bei 134 Einsätzen. Sein Klub siegte 1942 und 1944 bei der Campeonato Paulista genannten Staatsmeisterschaft von São Paulo. 1947 wird er erneut in Reihen Peñarols geführt.

### Nationalmannschaft
Villadóniga war Mitglied der A-Nationalmannschaft Uruguays, für die er zwischen dem 20. September 1936 und dem 11. November 1937 sechs Länderspiele absolvierte. Dabei erzielte er drei Länderspieltore. Er gehörte dem Aufgebot Uruguays bei der Südamerikameisterschaft 1937 an. Zudem nahm er mit Uruguay 1936 an der Copa Hector Gomez und 1937 an der Copa Lipton teil.

### Erfolge
- Uruguayischer Meister: 1935, 1936, 1937, 1938
- Campeonato Paulista: 1942, 1944